# Макула денза
Макула денза или густа мрља јесте подручје блиско збијених специјализованих ћелија које облажу зид дисталног тубула, на месту где се узлазне гране Хенлеове петље сусрећу са дисталном изувијаном цеви. То је задебљање у коме дистакну тубул додирује гломерул.
Као такво, повећање концентрације натријум хлорида би довело до вазоконстрикције аферентних артериола и смањене паракрине стимулације јукстагломеруларних ћелија. Ово указује на повратну петљу мацула денса, где функционишу компензаторни механизми, како би се ГФР вратио у нормалу.
Ослобађање ренина је суштинска компонента система ренин-ангиотензин-алдостерон ("РААС"), који регулише крвни притисак и запремину.

## Физиологија
Ћелије макула дензе су осетљиве на концентрацију натријум хлорида у дисталном увијеном тубулу Хенлеове петње. Смањење концентрације натријум хлорида покреће сигнал из макула дензе који има два ефекта:
- Смањује отпор протоку крви у узлазним (аферентним) артериолама, што подиже гломеруларни хидростатички притисак и помаже да се брзина гломеруларне филтрације (БГФР) врати у нормалу.
- Повећава ослобађање ренина из јукстагломеруларних ћелија узлазних (аферентних) и силазних (еферентних) артериола, које су главна места складиштења ренина.[1]

У ови условима, повећање концентрације натријум хлорида би довело до вазоконстрикције аферентних артериола и смањене паракрине стимулације јукстагломеруларних ћелија. Ово показује повратну спрегу макуле денза, у којој компензаторни механизми делују како би вратили БГФР у нормалу.
Ослобађање ренина је суштинска компонента  ренин-ангиотензин-алдостерон система  (РААС), који регулише крвни притисак и запремину.

## Хистологија
Ћелије макуле дензе су веће и имају истакнутија језгра од околних ћелија дисталног правог тубула (дебела узлазна грана).
Ћелије макуле дензе дисталног увијеног тубула су мање од уобичајених кубоидних ћелија тубула и прилично су збијене једна уз другу. Могу се препознати по блиском паковању и тамном обојеном језгру.  Наиме непосредна близина и истакнутост језгара узрокује да овај сегмент зида дисталног тубула, у микроскопским препаратима, изгледа тамнији и гушћи, па отуда и назив макула денза.
Чини се да ове ћелије имају другачији морфолошки поларитет од суседних кубоидних ћелија (Голџијев апарат лежи између језгара и база ћелија). Испод ћелија макуле дензе, базална ламина је танка са продужецима ћелија које пролазе кроз њу. 
Сматра се да су ћелије макуле дензе  сензорне ћелије које реагују на концентрацију натријума у течности унутар дисталног тубула и, можда, на брзину протока течности поред њих. Повећање концентрације натријума у тубуларној течности доводи до смањења производње ренина екстрагломеруларним мезангијалним ћелијама и јукстагломеруларним ћелијама.

## Функција
Ћелије макуле дензе осећају промене у нивоима натријум хлорида и иницирају ауторегулаторни одговор за повећање или смањење реапсорпције јона и воде у крв (по потреби) како би променили запремину крви и вратили крвни притисак у нормалу.
Смањење пречника аферентне артериоле узрокује смањење брзине гломеруларне филтрације, што резултује смањеном концентрацијом јона натријума и хлорида у филтрату и/или смањеном брзином протока филтрата. Смањење крвног притиска значи смањен венски притисак и, самим тим, смањен перитубуларни и капиларни притисак. Ово резултује нижим капиларним хидростатским притиском, што узрокује повећану апсорпцију натријум јона у ваза ректа проксималног тубула.
Дакле, смањење крвног притиска доводи до мањег присуства натријум хлорида у дисталном тубулу, где се налази макула денза. Он осећа овај пад концентрације соли и реагује преко два механизма, од којих оба посредују у ослобађању простагландина.
Прво, простагландини првенствено вазодилатирају узлазну бубрежну артериолу, смањујући отпор аферентних артериола и на тај начин поништавају смањење гломеруларног хидростатског притиска узроковано падом крвног притиска. 
Друго, простагландин активира осетљиве специјализоване ћелије глатких мишића јукстагломеруларних ћелија узлазних артериола (ЈГ ћелије) да отпусте ренин у крвоток. ЈГ ћелије такође могу да ослобађају ренин независно од мацула денса. 
Постоје барорецептори осетљиви на истезање који облажу артериоле и ослобађају ренин ако се у артериолама открије пад крвног притиска (или смањено истезање артериола због мањег протока крви). Како ЈГ-ћелије садрже бета-1 адренергички рецептор,  активација симпатичког нервног система даље стимулиша ослобађање ренина.
Тако настао пад крвног притиска доводи до преференцијалне вазодилатације аферентних артериола, повећања протока крви у бубрегу (РБФ), протока бубрежне плазме (РПФ) и брзине гломеруларне филтрација (БГФР) због већег протока гломеруларне крви. Треба напоменути да нема промене у фракцији филтрације, јер су и БГФР и РПФ повећани. Такође доводи до ослобађања ренина, који кроз систем ренин-ангиотензин изазива стезање еферентних артериола, што на крају повећава гломеруларни хидростатички притисак.
Процес који покреће макула денза помаже да се БГФР одржи прилично стабилно као одговор на променљиви артеријски притисак.
Оштећење макула денза би утицало на бубрежни проток крви (бубрежни проток крви, јер се узлазне артериоле не би шириле као одговор на смањење осмоларности филтрата, гломеруларни притисак се не би повећао. Као део регулатора крвног притиска у телу, макула денза прати осмоларност филтрата; ако падне предалеко, изазива дилатацију бубрежних аферентних артериола, чиме се повећава притисак на гломерул и повећава се брзина гломеруларне филтрације.